# 斯蒂芬·奥斯汀 (射箭运动员)
斯蒂芬·奥斯汀（英語：Stephen Austen，？—），澳大利亚男子射箭运动员。他曾代表澳大利亚参加1984年夏季残疾人奥林匹克运动会射箭比赛，获得一枚银牌。